# Přejezd (rallye)

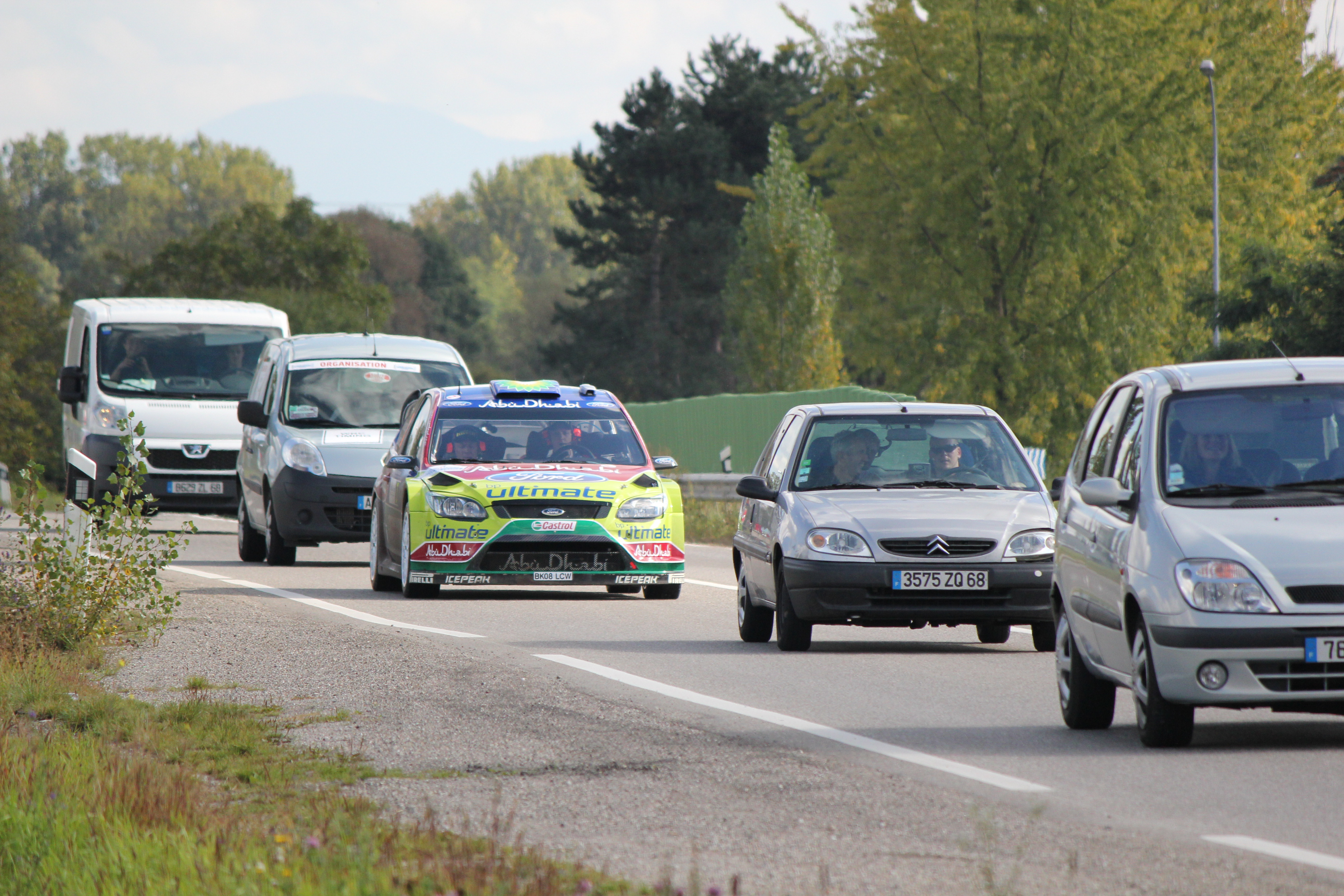
Ford Focus RS WRC Mikko Hirvonena v běžném provozu během Rallye de France-Alsace 2010

Přejezd nebo též spojovací úsek je v rallye část trati závodu mezi rychlostními zkouškami vedoucí v běžném provozu.
Na přejezdech musí posádky dodržovat všechny dopravní předpisy. Závodní automobil musí být vybaven registrační značkou a být technicky způsobilý k provozu na pozemních komunikacích. 
Posádky musí respektovat trasu, kterou pořadatel stanovil v itineráři. Čas strávený na přejezdu se nezapočítává do konečné klasifikace závodu, ale každá posádka je povinna dostavit se do časové kontroly na konci přejezdu v daný čas s přesností na jednu minutu. Za zpoždění nebo předčasný příjezd do časové kontroly je udělena penalizace, která se započítává do celkové klasifikace závodu.